# Manuel Bonilla Elhart
Manuel Fernando Bonilla Elhart (Callao, 1868 - Lima, 15 de enero de 1881) fue un niño soldado peruano que participó en la Guerra del Pacífico. Murió despedazado por efectos de la explosión de una granada durante la batalla de Miraflores.

## Biografía
Manuel Fernando Bonilla pertenecía a un hogar de medianos recursos. En 1879, cuando estudiaba en el Colegio Nacional Nuestra Señora de Guadalupe, estalló la guerra del Pacífico. Derrotados los ejércitos peruanos en el sur, los chilenos abrieron la campaña de Lima. La capital peruana se preparó entonces para la defensa. Se formaron dos líneas defensivas en las afueras de Lima: una entre Chorrillos y San Juan, y otra en Miraflores. Profesores y alumnos guadalupanos mayores de dieciséis años se alistaron en la reserva, y siguiendo este ejemplo, Bonilla, que aún no cumplía los trece años de edad, pidió ser también admitido. Al principio fue rechazado por su corta edad, pero tanta fue su insistencia que al fin lo admitieron en el Batallón N° 6, conformado por 280 combatientes que bajo el mando del coronel Narciso de la Colina (un civil uniformado que era abogado, ex diplomático y constructor de ferrocarriles en Tarapacá) tenía como misión la defensa del Reducto N° 3 emplazado en la chacra "La Palma". Este era uno de los siete reductos que conformaban la segunda línea defensiva situada en Miraflores. A Bonilla se le encomendó proveer de municiones a los soldados, aunque su deseo era estar en la línea de fuego.

### Batalla de Miraflores
La primera línea defensiva sucumbió en la batalla de San Juan y Chorrillos, librada el 13 de enero de 1881. La batalla de Miraflores, la última de la defensa de la capital peruana, se libró el 15 de enero. Apoyado por los cañones de su armada, las tropas chilenas concentraron su ataque sobre los tres primeros reductos. El coronel Narciso de la Colina se subió sobre el parapeto de su reducto levantando los brazos para animar a sus soldados, pero un disparo le alcanzó y cayó muerto. Bonilla quedó impactado, pero se sobrepuso y corrió para tomar el fusil de un caído, con el que avanzó hacia el enemigo. Fue herido pero continuó avanzando, hasta que la explosión de una granada Schapnell le alcanzó y destrozó completamente su cuerpo.
Posteriormente fue nombrado popularmente como Niño Héroe. En su memoria se bautizó en el Distrito de Miraflores el Complejo Deportivo Niño Héroe Manuel Bonilla.